# What My Baby Needs Now Is a Little More Lovin'
"What My Baby Needs Is a Little More Lovin'" é uma canção gravada como dueto entre James Brown e Lyn Collins. Lançada como single em 1972, alcançou o número 17 da parada R&B e número 56 da parada Pop. A canção foi arranjado por Fred Wesley e David Matthews.